# نانی ده ویلیر
 نانی ده ویلیر (انگلیسی: Nannie de Villiers؛ زادهٔ ۵ ژانویهٔ ۱۹۷۶) یک تنیس‌باز اهل آفریقای جنوبی است.